# Viévigne
Viévigne is een gemeente in het Franse departement Côte-d'Or (regio Bourgogne-Franche-Comté) en telt 202 inwoners (1999). De plaats maakt deel uit van het arrondissement Dijon.

## Geografie
De oppervlakte van Viévigne bedraagt 13,2 km², de bevolkingsdichtheid is 15,3 inwoners per km².
De onderstaande kaart toont de ligging van Viévigne met de belangrijkste infrastructuur en aangrenzende gemeenten.

## Demografie
Onderstaande figuur toont het verloop van het inwonertal (bron: INSEE-tellingen).